# Drosophila merina
Drosophila merina este o specie de muște din genul Drosophila, familia Drosophilidae, descrisă de Tsacas în anul 1997.
Este endemică în Madagascar. Conform Catalogue of Life specia Drosophila merina nu are subspecii cunoscute.